# Yummy (песня Джастина Бибера)
«Yummy» — песня канадского певца Джастина Бибера, вышедшая 3 января 2020 года в качестве лид-сингла с его пятого студийного альбома Changes. Композиция была выпущена лейблом Def Jam Recordings, а её авторами выступили сам Бибер, Эшли Бойд, Дэниел Хакетт, Джейсон «Poo Bear» Бойд и Саша Сирота. Песня стала первой сольной записью Бибера за последние три года.

## История
Первый тизер песни со своим изображением за роялем Бибер разместил в социальных медиа 23 декабря 2019 года. Спустя день он анонсировал синл загрузкой его трейлера на канал YouTube, где показана его прогулка около заброшенной заправочной станции (газколонка). Трейлер также анонсировал предстоящий концертный тур по Северной Америке, стартующий 14 мая 2020 года.

## Музыка
«Yummy» это R&B-песня в сочетании с поп-трэп ритмами. Песня содержит «четкую басовую линию и звонкие клавишные». Рэп Бибера звучит перед припевом, в то время как сам он поёт своим «фирменным фальцетом» в музыкальном бридже. Брайн Ролли из журнала Forbes назвал припев «соблазнительным», хотя и «бессмысленным». Песня считается одой жене Бибера, Хейли Бибер (официально поженились в 2018 году).

## Отзывы
Песня получила поляризованные отзывы музыкальной критики и интернет-изданий, которые похвалили «броскую» R&B-запись, но раскритиковали «asinine» (ослиный, глупый) лирический контент. Положительные отзывы дали Рания Анифтос из журнала Billboard, Брайан Ролии из журнала Forbes, Микаэл Вуд из газеты Los Angeles Times. Смешанные и отрицательные отзывы дали Сэм Мур из журнала NME (…"несбывшиеся ожидания"), Эрик Торрес из издания Pitchfork («глупая лирика и пресыщенный синкопированный фон».), Брэд Каллас из журнала Complex («поворот Бибера к R&B освежает память тех, кто был поклонником его спящего проекта 2013 года»).

## Музыкальное видео
Музыкальное видео для песни «Yummy» было поставлено режиссёром Bardia Zeinali, а его премьера состоялась 4 января 2020 года. В клипе Бибер появляется с причёской розового цвета и участвует в ужине в модном ресторане, где гости едят различные красочные продукты.

## Участники записи
По данным Tidal.
- Джастин Бибер — вокал, автор
- Poo Bear — продюсер, автор
- Kid Culture — продюсер
- Sasha Sirota — продюсер, автор
- Ashley Boyd — автор
- Daniel Hackett — автор
- Elijah Marrett-Hitch — ассистент по микшированию
- Chenao Wang — ассистент звукорежиссёра
- Chris «TEK» O’Ryan — звукозапись
- Josh Gudwin — звукозапись, микширование, продюсер по вокалу
- Colin Leonard — звукозапись

## Чарты
| Чарт (2020)                            | Высшая позиция |
| -------------------------------------- | -------------- |
| Австралия (ARIA)                       | 4              |
| Австрия (Ö3 Austria Top 40)            | 5              |
| Бельгия/Фландрия (Ultratop 50)         | 21             |
| Бельгия/Валлония (Ultratop 50)         | 18             |
| Бразилия (Pro-Música Brasil)           | 45             |
| Бразилия (Top 100 Brasil)              | 71             |
| Канада (Billboard Canadian Hot 100)    | 3              |
| Канада (Billboard CHR/Top 40)          | 21             |
| Канада (Billboard Hot AC)              | 34             |
| Колумбия (National-Report)             | 49             |
| Хорватия (HRT)                         | 60             |
| Чехия (Rádio – Top 100)                | 46             |
| Чехия (Singles Digitál Top 100)        | 3              |
| Дания (Tracklisten)                    | 2              |
| Dominican Republic (SODINPRO)          | 25             |
| Эквадор (National-Report)              | 9              |
| Эстония (Eesti Ekspress)               | 13             |
| Финляндия (Suomen virallinen lista)    | 11             |
| Франция (SNEP)                         | 21             |
| Германия (GfK)                         | 15             |
| Венгрия (Single Top 40)                | 2              |
| Венгрия (Stream Top 40)                | 8              |
| Исландия (Tonlist)                     | 14             |
| Ирландия (IRMA)                        | 8              |
| Израиль (Media Forest)                 | 8              |
| Италия (FIMI)                          | 10             |
| Япония (Japan Hot 100)                 | 18             |
| Malaysia (RIM)                         | 2              |
| Нидерланды (Dutch Top 40)              | 18             |
| Нидерланды (Single Top 100)            | 7              |
| Новая Зеландия (Recorded Music NZ)     | 1              |
| Норвегия (VG-lista)                    | 3              |
| Португалия (AFP)                       | 9              |
| Румыния (Airplay 100)                  | 10             |
| Шотландия (OCC Scotland)               | 16             |
| Сингапур (RIAS)                        | 2              |
| Словакия (Singles Digitál Top 100)     | 12             |
| Словения (SloTop50)                    | 16             |
| Южная Корея (Gaon)                     | 104            |
| Испания (PROMUSICAE)                   | 23             |
| Швеция (Sverigetopplistan)             | 6              |
| Швейцария (Schweizer Hitparade)        | 3              |
| Великобритания (OCC UK Singles)        | 5              |
| США (Billboard Hot 100)                | 2              |
| США (Billboard Adult Contemporary)     | 30             |
| США (Billboard Adult Pop Airplay)      | 15             |
| США (Billboard Dance/Mix Show Airplay) | 18             |
| США (Billboard Hot R&B/Hip-Hop Songs)  | 2              |
| США (Billboard Pop Airplay)            | 11             |
| США (Billboard Rhythmic)               | 7              |
| США Rolling Stone Top 100              | 2              |

## Сертификации
| Регион | Сертификация  | Продажи    |
| --- | ------------- | ---------- |
| Австралия (ARIA) | Платиновый    | 70 000     |
| Канада (Music Canada) | 2× Платиновый | 160 000    |
| Дания (IFPI Danmark) | Золотой       | 45 000     |
| Франция (SNEP) | Золотой       | 100 000    |
| Италия (FIMI) | Золотой       | 35 000     |
| Мексика (AMPROFON) | Золотой       | 30 000     |
| Новая Зеландия (RMNZ) | Платиновый    | 30 000     |
| Норвегия (IFPI Norway) | Золотой       | 30 000     |
| Польша (ZPAV) | Платиновый    | 50 000     |
| Португалия (AFP) | Платиновый    | 10 000     |
| Испания (PROMUSICAE) | Золотой       | 20 000     |
| Великобритания (BPI) | Золотой       | 400 000    |
| США (RIAA) | 3× Платиновый | 3 000 000  |
| Стриминг |               |            |
| Япония (RIAJ) | Золотой       | 50 000 000 |
| Данные о продажах + прослушиваниях приведены только на основе сертификации. · Данные только о прослушиваниях приведены на основе сертификации. |               |            |